# Marc Veti Bolà
Marc Veti Bolà (en llatí: Marcus Vettius Bolanus) va ser un militar i polític romà del segle i. Formava part de la gens Vètia, una gens romana d'origen plebeu.
Va servir com comandant d'una legió a les ordres de Corbuló en la guerra contra Tigranes V d'Armènia (58-63) l'any 63, i va ser nomenat cònsol romà el 66.
L'any 69, l'Any dels quatre emperadors que va seguir la mort de Neró, va ser nomenat governador de Britànnia per Vitel·li. El seu predecessor Trebel·li Màxim havia fugit després d'un motí liderat per Marc Rosci Celi, comandant de la Legió XX Valèria Victrix. Bolà va arribar a Britànnia acompanyat de la Legió XIV Gèmina, que havia estat retirada de la província al 67 i que encara era lleial al derrotat oponent de Vitel·li, Otó.
Durant el seu càrrec, Bolà va viure la segona revolta de Venuci per deposar la seva antiga muller, Cartimandua, reina dels Brigants. Els romans ja havien ajudat a la seva aliada Cartimandua quan Aulus Didi Gal era el governador, però aquest cop Bolà només va poder enviar tropes auxiliars a socórrer-la. Cartimandua va ser rescatada, però Venuci aconseguí el tron dels Brigants.
A la guerra civil entre Vitel·li i Vespasià, no es va decantar per cap dels dos. Durant tot el seu govern no va fer res contra els britons i va permetre un relaxament de les tropes, però la seva administració era íntegra, i en general va gaudir de popularitat. L'any 70, la XIV va ser traslladada de nou al continent i Gneu Juli Agrícola nomenat nou comandant de la Legió XX Valèria Victrix en lloc del problemàtic Celi.
L'any 71 va deixar el càrrec a Quint Petil·li Cerial.